# Província de Prússia

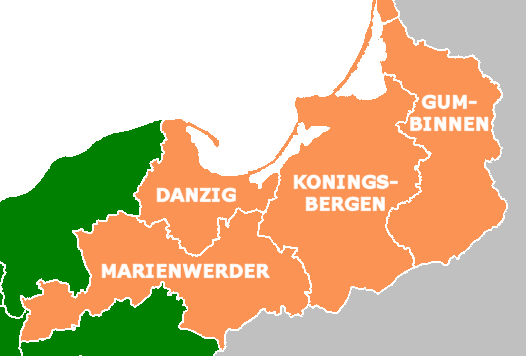
Regions de la Província de Prússia al 1868

La Província de Prússia (en alemany Provinz Preußen) va ser una província del Regne de Prússia de 1829-1878. Es va crear combinant les províncies de Prússia oriental i Prússia occidental.

## Història
Per diferenciar la Prússia Oriental (territori de l'antic Ducat de Prússia) del més ampli Regne de Prússia, la província de Prússia també va ser usada com a designació per a la regió després de la coronació del rei Frederic I de Prússia el 1701.
Després de la Primera partició de Polònia el 1772, es van crear les províncies Oriental i Occidental de Prússia al 1773. Prússia Oriental va ser creada a partir de l'antic ducat de Prússia i Vàrmia, mentre que Prússia occidental va ser creada per la majoria de l'ex Prússia Reial.
El 13 d'abril de 1824, les províncies de Prússia i Prússia occidental es van unir a una unió personal, i des del 3 de desembre de 1829, en una unió real. L'1 d'abril de 1878, la Província unida de Prússia es va dividir de nou en les províncies de Prússia occidental i Prússia oriental.